# 丹羽広域事務組合
丹羽広域事務組合（にわこういきじむくみあい）は、愛知県丹羽郡大口町および扶桑町の2町が設立している一部事務組合。

## 沿革
- 1972年4月1日 - 大口町上水道及び、扶桑町内の町営水道や組合営の簡易水道を統合し、丹羽郡大口町及び扶桑町の2町により尾張北部水道企業団が発足する。
- 1975年10月1日 - 丹羽郡大口町及び扶桑町の2町により丹羽消防組合が発足する。
- 2002年4月1日 - 尾張北部水道企業団と丹羽消防組合を統合し丹羽広域事務組合が発足する。

## 水道部

### 事務所
- 丹羽郡大口町河北二丁目23番地

### 主な事務内容
- 水道事業の計画、建設及び経営に関する事務
- 消防に関する事務(消防団及び消防水利に関する事務は除く)

### 組織
- 組合議会
  - 議員定数：10人（大口町：5人、扶桑町5人）
- 執行機関
  - 管理者：1人（組合町の長の互選による）
  - 副管理者：1人（管理者の属する組合町以外の組合町の長をもって充てる）
  - 会計管理者：1名（管理者の属する組合町の会計管理者をもって充てる）
  - 監査委員：2人

## 消防本部

### 概要

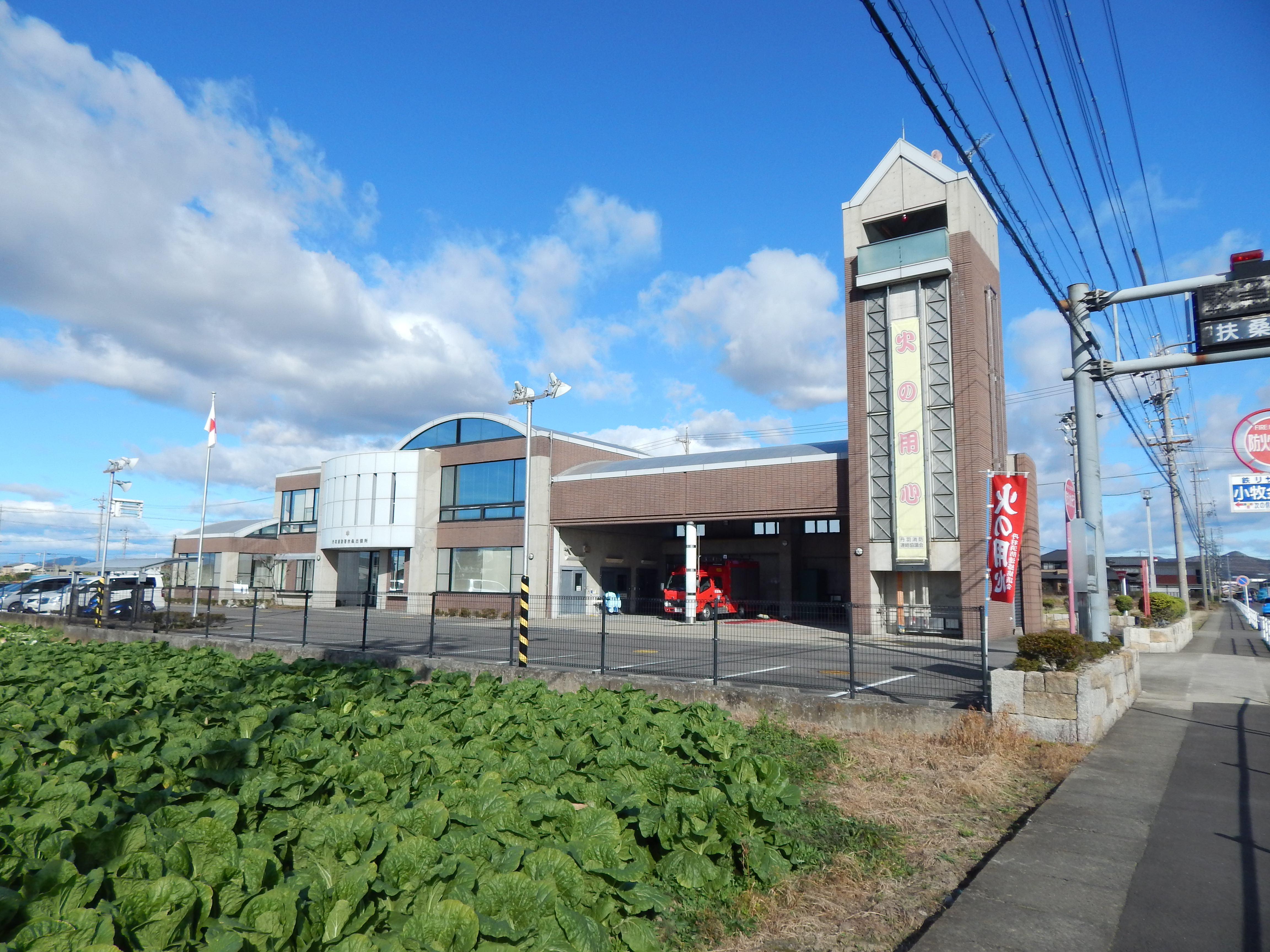
扶桑出張所

- 消防本部：丹羽郡大口町上小口一丁目624番地
- 管内面積：24.80km2
- 職員数：82人
- 消防署1カ所、出張所2カ所
- 主力機械（2015年4月1日現在）
  - 普通消防ポンプ自動車：2
  - 水槽付消防ポンプ自動車：2
  - 化学消防ポンプ自動車：1
  - はしご付消防自動車：1
  - 小型動力ポンプ付水槽車：1
  - 救助工作車：1
  - 高規格救急自動車：3
  - 指揮車：1
  - 広報車：2
  - 資材搬送車：1
  - その他：4

### 組織
- 本部 - 消防課
- 消防署

### 消防署
| 消防署     | 住所                            | 出張所                                                                          |
| ---------- | ------------------------------- | ------------------------------------------------------------------------------- |
| 丹羽消防署 | 丹羽郡大口町上小口一丁目624番地 | 大口：丹羽郡大口町秋田一丁目18番地の1 扶桑：丹羽郡扶桑町大字南山名字仲畑119番地 |